# Blå tummen
Blå tummen (underrubriker Ett konstigt magasin, Ordkynne och tankebloss) var ett humorprogram som periodvis sändes i Sveriges Radio mellan 4 oktober 1958 och 27 december 1968. 

## Historik
Lasse O'Månsson och Bertil Pettersson låg bakom manus och genomförande, medverkade gjorde också Göran B. Nilsson. Titeln är en avsiktlig förvrängning av blå timmen som i sin tur är en försvenskning av det franska begreppet L' heure bleue. Den mest kända sketchen från programmet är Korven, som också kom ut på skiva. Signaturmelodin var en bit av "Oua Oua" inspelad av hawaiiartisterna Kanui och Lula 1933.
Programmet byggde på absurda ordlekar och språkliga experiment. Ofta spelade man in en sketch, för att sedan med hjälp av en rullbandspelare kopiera och klippa sönder den i meningar eller satser, för att sedan sammanfoga den på nytt. Sketcherna avbröts eller avslutades med märkliga ljudeffekter, även de skapade med bandspelare.
Man var uppenbart inspirerad av absurdismen, och i sina mest avancerade ögonblick tangerade man den konkreta poesin. O'Månsson och Petterson blev genom serien också bland de första som använde sig av sjuk humor. O'Månsson och Pettersson arbetade på samma sätt som bland andra Monty Python senare skulle göra, helt utan improvisation.
År 1967 gav författarna ut Blå tummen, en bok med material från programmet, på Williams förlag. Några av sketcherna är utgivna på LP:n Lasse O'Månsson avslöjar Mitzi Gaynors hemliga liv (1974). Under sent 1960-tal arrangerades Cabaret Blå Tummen på Mosebacke Etablissement där man dessutom bjöd in gäster. 

## Eftermäle
Det arkiverades aldrig några arkivexemplar av radioserien, men i början av 2000-talet upptäcktes att flera lyssnare spelat in program på sina bandspelare. Dessa inspelningar har nu restaurerats och sänts i Sveriges Radio P1 och SR Minnen. Det finns även en vinylskiva utgiven med 23 sketcher från programmet. Skivan släpptes 1980 av Sonet (FLOP-1008) med titeln Blå tummen håller färgen med både gamla och nyinspelade spår.